# 白石崖溶洞遗址
白石崖溶洞遗址位于甘肃省夏河县，青藏高原的东北边缘，是青藏高原已知最早的考古遗址。2018年科学家在此处发现了丹尼索瓦人的化石，是为夏河县人类下颌骨化石，表明早期智人成功地适应了高海拔、低氧的环境。

## 地理位置
白石崖溶洞位于甘肃省夏河县，地处青藏高原东北边缘。其坐落于达力加山南侧，白石崖山脚，处于甘江盆地。洞穴长度超过1 km（3,281英尺），在距离入口80（260英尺）的地方，洞穴的冬季白天温度通常为8—9 °C（46—48 °F），适合在青藏高原严寒的冬季居住。

## 宗教
白石崖溶洞是一处藏傳佛教圣地，位于白石崖寺北部，传说曾为蓮花生与多羅菩薩的住所，是僧侣们冥想的热门地点。其也是藏传佛教徒朝圣地与旅游胜地。1982年，第十世班禅额尔德尼前来朝拜。据传说，洞穴长度超过50（31英里），一直通往青海省循化县。

## 考古发现

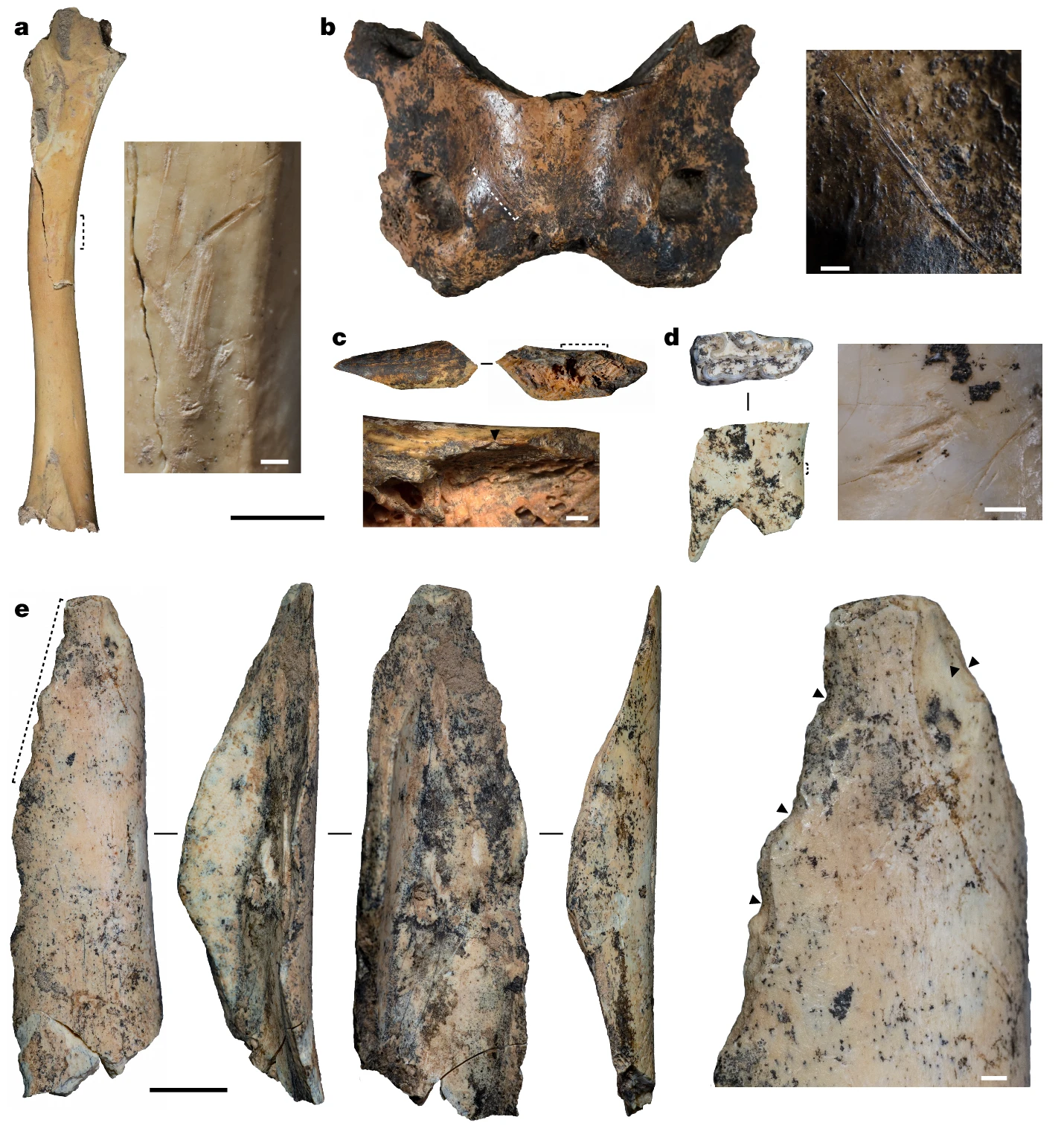
在白石崖溶洞遗址的发现：a),金鵰右肱骨（第4层）上有浅而直的切痕群，与拔除羽毛有关；b),斑鬣狗，（第10a层）在拆卸过程中产生的斜切痕；c),旱獭（第9层），具有人为破损产生的负贝壳髓片状疤痕（黑色三角形）；d),一个可能的石器修整器（第11层）。马属右下P2颊面有一组刮痕；e),权宜骨器（ZooMS分类标识：羊亚科；第10b层）。这块肱骨干骺端是通过对其皮质表面进行连续的直接叩击（右侧放大图像中的黑色三角形表示）而刻意形成的。所有板块的放大图像（a、b、d、e 中的右侧和 c 中的底部）都是主图像中用虚线表示的区域的放大图。除特别注明外，分类鉴定均来自形态分析。比例尺为2厘米（a-d，主图）、1厘米（e，主图）和1毫米（所有放大图）。

1980年，一位在此冥想的西藏僧侣发现了一块人类下颌骨化石。他将化石交给了第六世贡唐仓活佛贡唐仓·久美丹贝旺旭，后者则将其捐赠给了兰州大学。这块下颌骨不同寻常，研究人员不知道如何对其进行分类。陈发虎与張東菊自2010年开始考察此地，马克斯·普朗克进化人类学研究所也于2016年加入进来。该遗址于2016年进行了第一次考古调查，但直到2018年才进行了第一次系统性的发掘。在洞穴入口处发现了诸多带有切痕的石器和动物骨头。
夏河下颌骨由下颌骨的右半部分和两个附着的臼齿组成。通过蛋白质分析，研究人员得出结论，夏河标本与丹尼索瓦洞穴发现的丹尼索瓦人有着密切联系。此为首次仅使用蛋白质分析成功鉴定出了早期智人。该化石也是已知最完整的丹尼索瓦人化石。白石崖溶洞遗址发现的夏河丹尼索瓦人下颌骨化石进一步确认了丹尼索瓦人对藏族人的EPAS1基因的贡献。
2024年，夏欢等人在白石崖溶洞进行了进一步的考古发掘，发现了1857块骨骼和牙齿标本；发现了啮齿动物、食肉动物和人为活动的痕迹。白石崖溶洞类人猿使用的物种范围很广，包括大型食草动物，其次是食肉动物、小型哺乳动物和鸟类。此外，在地层11发现了石器修整器，可能由马属的牙齿制成；在地层4，9与10发现了三件骨器，可能由羊亚科、鹿亚科或羚羊属的骨头制成。这表明，丹尼索瓦人充分利用了他们可利用的动物资源，以便在高海拔的青藏高原上生存。
研究显示，大部分骨头来自岩羊，这是西藏高原目前常见的一种山羊。仅第6层以下发现了已灭绝的大型食肉动物（斑鬣狗）和大型食草动物（披毛犀）。在第6层和第 5 层形成期间，白石崖溶洞周围的动物群落出现羊亚科的比例增加，牛亚科的比例减少。对此，无法判断这些变化是人类觅食策略转变的结果，还是与周围环境的变化有关。
| 名称                     | 部位              | 定年   | 性别与年龄 | 发现时间 | 发表时间 | 图片 | 参考资料     |
| ------------------------ | ----------------- | ------ | ---------- | -------- | -------- | ---- | ------------ |
| 夏河县人类下颌骨化石     | 下颌骨            | >160ka | 未知       | 1980年   | 2019年   |      | [ 1 ]        |
| 夏河2号（BSY-19-B896-1） | 肋骨（长51.5 mm） | 42ka   | 未知       |          | 2024年   |      | [ 6 ] [ 11 ] |

### 脚注
1. 1 2 3 4 5 6 7 8  Chen et al. 2019.
2. ↑  . 新华网. 2019-06-17  [2019-06-20]. （原始内容存档于2019-07-18）.
3. 1 2 3 4  GNRTV 2016.
4. 1 2 3 4  Hublin 2019.
5. 1 2 3  Wu 2019.
6. 1 2 3 4  Huan et al. 2024.
7. 1 2  Gibbons 2019.
8. 1 2  Max-Planck-Gesellschaft 2019.
9. 1 2 3  Warren 2019.
10. ↑  Newsroom, Archaeology. . Archaeology Wiki. 2024-07-11  [2025-02-09].
11. ↑  夏欢 et al. 2024.